# Tursan (rivière)
Pour les articles homonymes, voir Tursan (homonymie).
Le Tursan est une  rivière du sud de la France c'est un affluent du Ciron donc un sous-affluent de la Garonne.

## Géographie

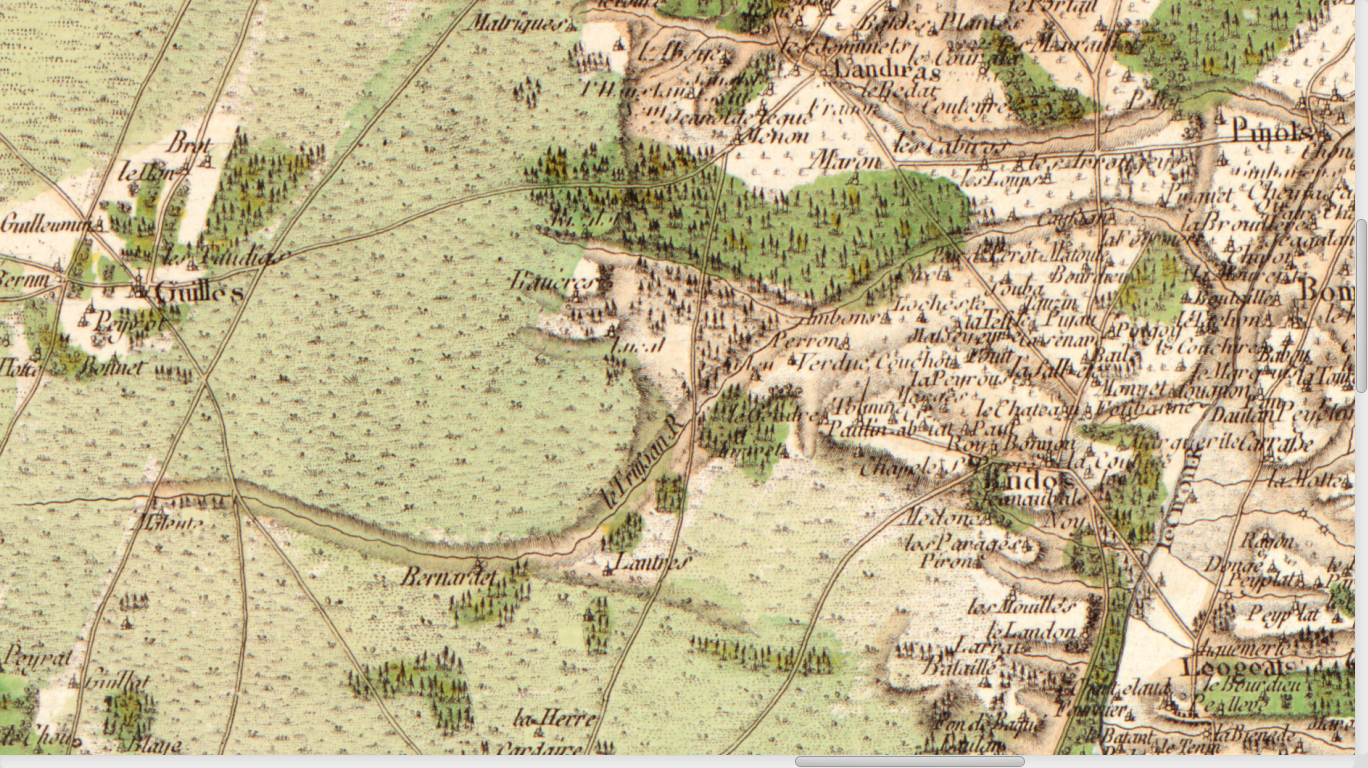
Le Tursan, Cassini, 1756

De 17,5 km de longueur, le Tursan est une rivière qui prend sa source dans les Landes de Gascogne sur la commune de Guillos dans la Gironde sous le nom de Rouille de Baradas et se jette dans le Ciron en rive gauche sur la commune de Pujols-sur-Ciron.

## Département et communes traversés
- Gironde : Guillos, Origne, Balizac, Landiras, Budos, Pujols-sur-Ciron.

## Principal affluent

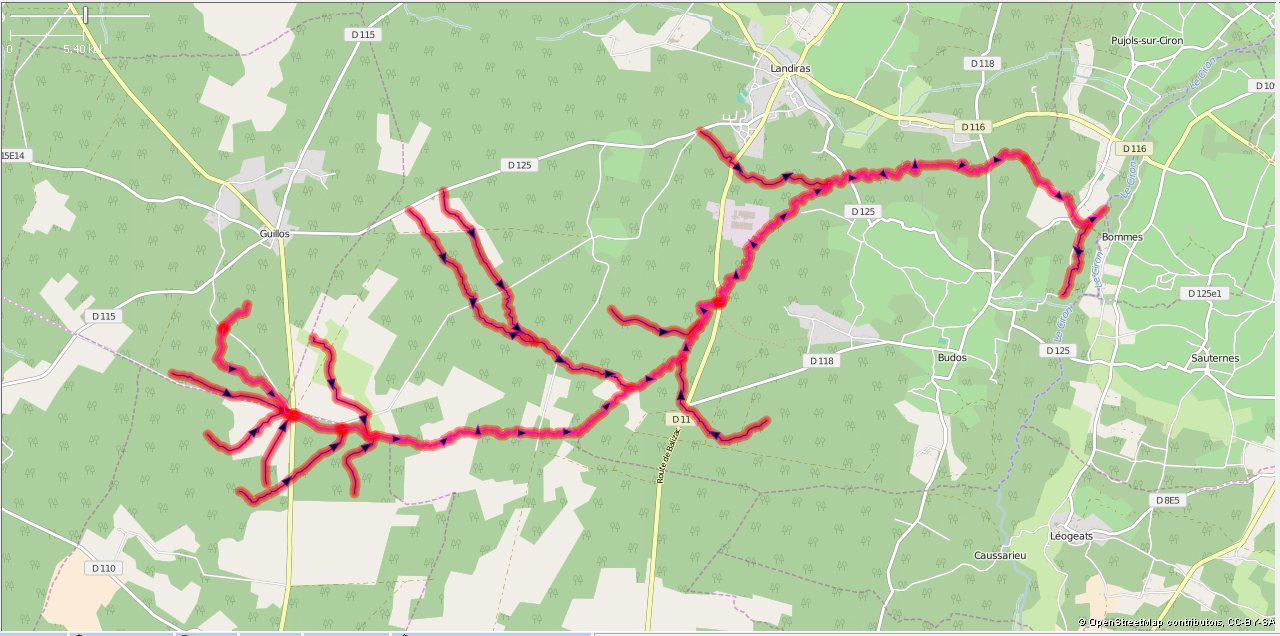
Les affluents du Tursan

- La Suscouse : 4,2 km